# NGC 2945
NGC 2945 é uma galáxia elíptica (E-S0) localizada na direcção da constelação de Hydra. Possui uma declinação de -22° 02' 04" e uma ascensão recta de 9 horas, 37 minutos e 41,0 segundos.
A galáxia NGC 2945 foi descoberta em 23 de Janeiro de 1835 por John Herschel.